# Dawera
Dawera (Indonesisch: Pulau Dawera) is een Indonesisch eiland in de Molukken, onderdeel van de Babareilanden, gelegen in de Bandazee. Het eiland behoort tot de provincie Maluku.
Dawera ligt ten noordoosten van het hoofdeiland Babar. Nederzettingen op het eiland zijn Welora, Ilhar, Ilikopang, Letmasa, Ilmarang en Lekewaki.